# Psilocybe azurescens
O Psilocybe azurescens é uma espécie de cogumelo psilocibo pertencente à família Hymenogastraceae da ordem Agaricales, cujos constituintes psicotrópicos activos são a psilocibina e a psilocina. É um dos  com triptamina mais , contendo até 1,8% de psilocibina, 0,5% de psilocina e 0,4% de baeocistina em peso seco, com uma média de cerca de 1,1% de psilocibina e 0,15% de psilocina.

## Aspeto[editar]
O chapéu(pileus) da Psilocybe azurescens tem 30-100 mm de diâmetro, é cónico a convexo, expandindo-se convexamente e depois achatando-se com a idade para formar um umbo persistente. A superfície é lisa, viscosa quando húmida e coberta por uma película gelatinosa separável. Cor castanha a castanho-ocre ou caramelo, por vezes pontuada por zonas de azul-escuro ou negro-azulado. A cor é higrófana, empalidecendo à medida que seca, tornando-se cor de palha e, quando danificada, apresenta fortes marcas azuis. A borda é por vezes irregular e erodida durante a maturidade, inicialmente ligeiramente incurva, depois decurva, achatando-se com a maturidade. O estipe é estriado translúcido e, por vezes, deixa uma zona anular fibrosa nas regiões superiores do estipe. As lamelas são sinuosas a adnatas, castanhas, tornando-se negras quando feridas. Estão estreitamente agrupadas em duas filas de lamelas mosqueadas, com margens esbranquiçadas. Os esporos são castanho-púrpura escuro a preto-púrpura. O estipe tem 90-200 mm de comprimento e uma largura de 3-6 mm, é branco sedoso, escurecendo a partir da base ou com a idade, tornando-se castanho e oco na maturidade. É constituído por tecido cartilaginoso enrolado. A base do estipe alarga-se para baixo, por vezes curvando-se, e caracteriza-se por tufos aéreos de micélio de cor branca, por vezes com tonalidades azuis. O micélio que rodeia a base do estipe é altamente rizomórfico (isto é, semelhante a uma raiz), branco sedoso e mantém as aparas de madeira firmemente unidas, tingindo-se de azul intenso quando perturbado. Estes cogumelos são inodoros ou têm um ligeiro odor a farináceos. O seu sabor é extremamente amargo.
Concentração de alcalóides nos Psilocibina [mg/g] Psilocina [mg/g] Baeocistina [mg/g] Total [mg/g] Psilocybe azurescenscens [mg/g] Psilocybe azurescens [mg/g] Psilocybe azurescens [mg/g
Psilocybe azurescens 1,78 0,38 0,35 2,51
Psilocybe cubensis 0,63 0,60 0,025 1,26

## Habitat e distribuição[editar]
É caespitoso a gregário em solos caducifólios ou arenosos xistosos ricos em detritos lignicolosos. O fungo tem afinidade com prados costeiros e pantanososDe aspeto colibóide, gera um tapete micelial extenso e denso; este fungo provoca o branqueamento da madeira. A frutificação inicia-se no final de setembro até ao final de dezembro ou início de janeiro
O Psilocybe azurescens foi cultivado na Alemanhana Nova Zelândia e nos Estados Unidos (Califórnia, Novo México, Ohio, Oregon, Vermont e Wisconsin)
1. ↑  «Psilocybe azurescens». Wikipedia, la enciclopedia libre (em espanhol). 30 de março de 2022. Consultado em 14 de abril de 2024
2. ↑  «Psilocybe azurescens». Wikipedia, la enciclopedia libre (em espanhol). 30 de março de 2022. Consultado em 14 de abril de 2024